# Scalideutis
Scalideutis is een geslacht van vlinders van de familie sikkelmotten (Oecophoridae), uit de onderfamilie Oecophorinae.

## Soorten
- S. cocytias Meyrick, 1915
- S. escharia Meyrick, 1906
- S. ulocoma Meyrick, 1918